# 来凤站
来凤站位于湖北省恩施土家族苗族自治州来凤县三胡乡猴栗堡村，是黔常铁路的一座车站。2019年12月26日开通。